# Eric Roos (murmästare)

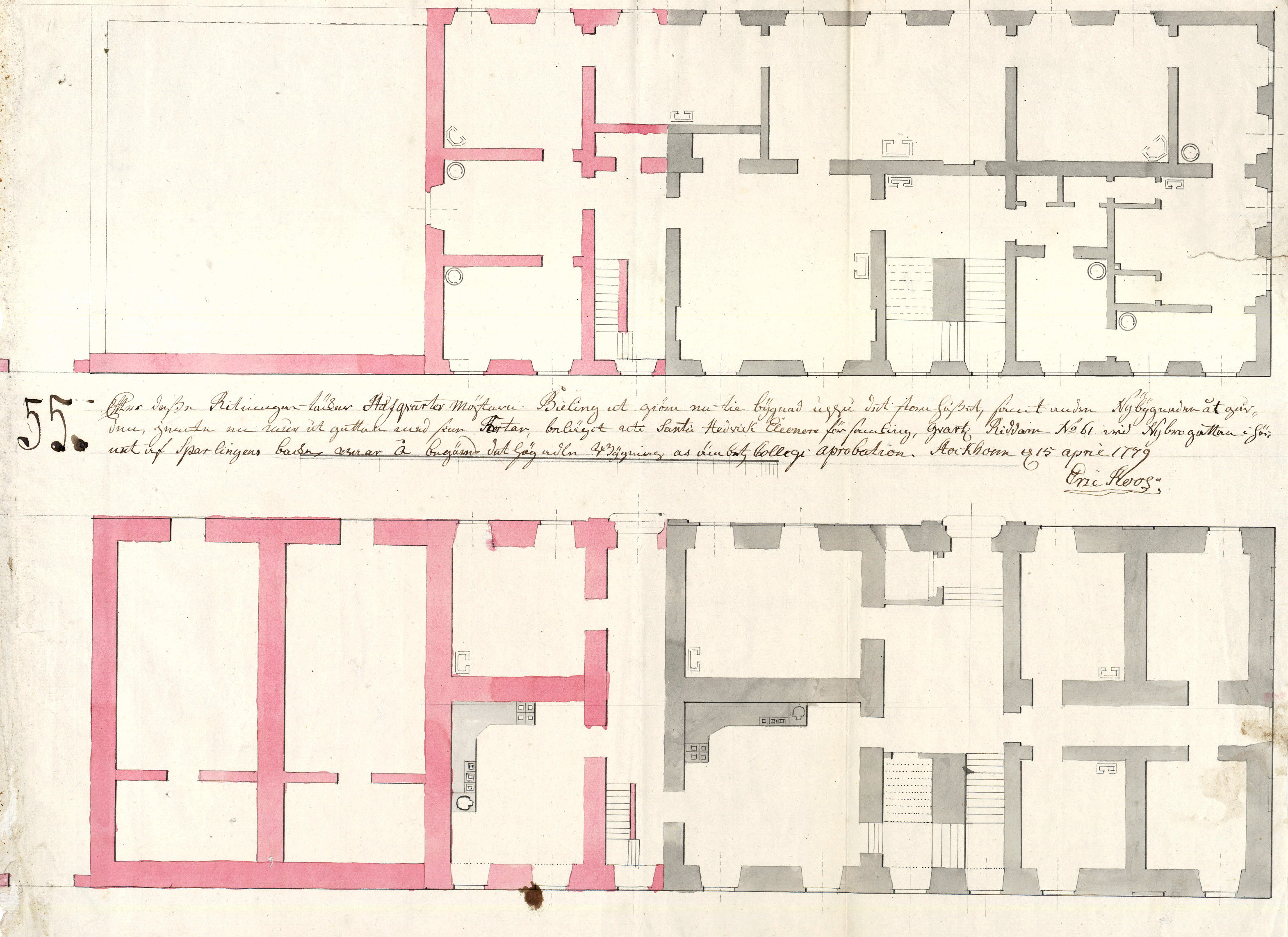
Eric Roos sista ritning, 15 april 1779.

Eric Roos, född i början av 1700-talet, död 5 maj 1779 i Stockholm, var en svensk murmästare och arkitekt, verksam i Stockholm.

## Biografi

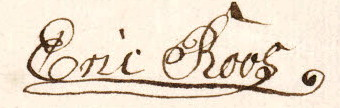
Eric Roos namnteckning 1752.

Eric Roos tillträdde Murmestare Embetet 1754 men hade redan 1749 ansökt om medlemskap. Vid 1750-talets mitt ansåg sig ämbetet vara fulltaligt och nekade även väl kvalificerade gesäller inträde. En av de drabbade var Eric Roos som fick vänta till 1754. Hans praktiska prov (mästerstycke n:r 59) var en stentrappa i borgmästare Schenings hus, i hörnet av “Sanct Clara södra kyrkiogata och Stora wattugränden”. Arbetet godkändes i april 1754. Roos blev sedermera en mycket framgångsrik murmästare och arkitekt. Under flera perioder var han även ämbetets ålderman.
Roos ritade och uppförde i Stockholm 106 nybyggnader mellan 1750 och fram till sin död 1779, oräknad alla om- och tillbyggnader. I Stockholms stadsarkivets samling över Stadens äldre bygglovsritningar listas 242 arbeten signerade Eric Roos. Hans sista ritning är daterad den 15 april 1779 och avsåg tillbyggnaden av dåvarande fastigheten Riddaren 4 (nuvarande Riddaren 27) för hovkvartersmästaren Billing. Byggnaden kom att bli känd som Palinska huset och revs 1910.

### Ritningar (arbeten i urval)

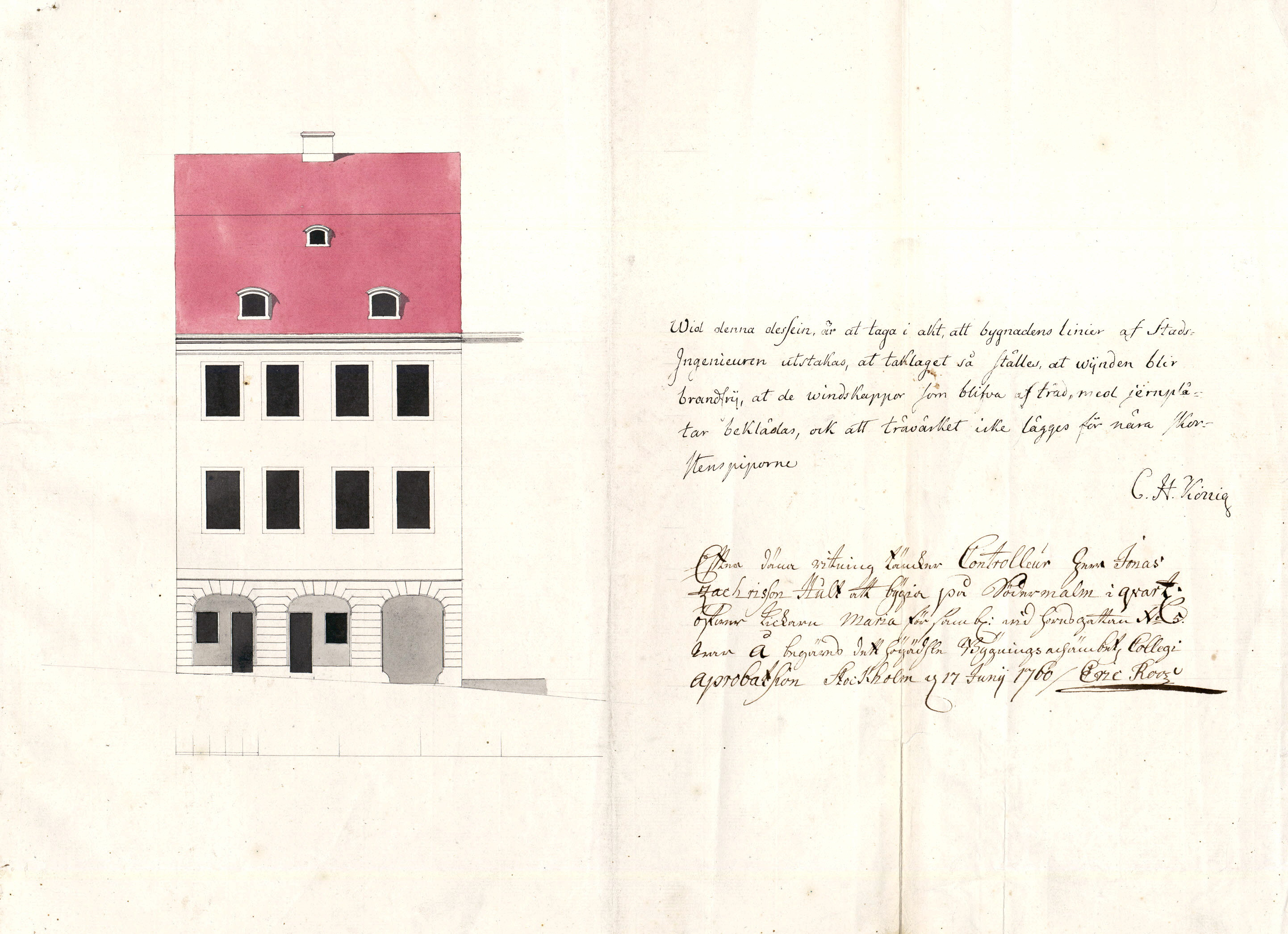
Överkikaren 33, Hornsgatan 6
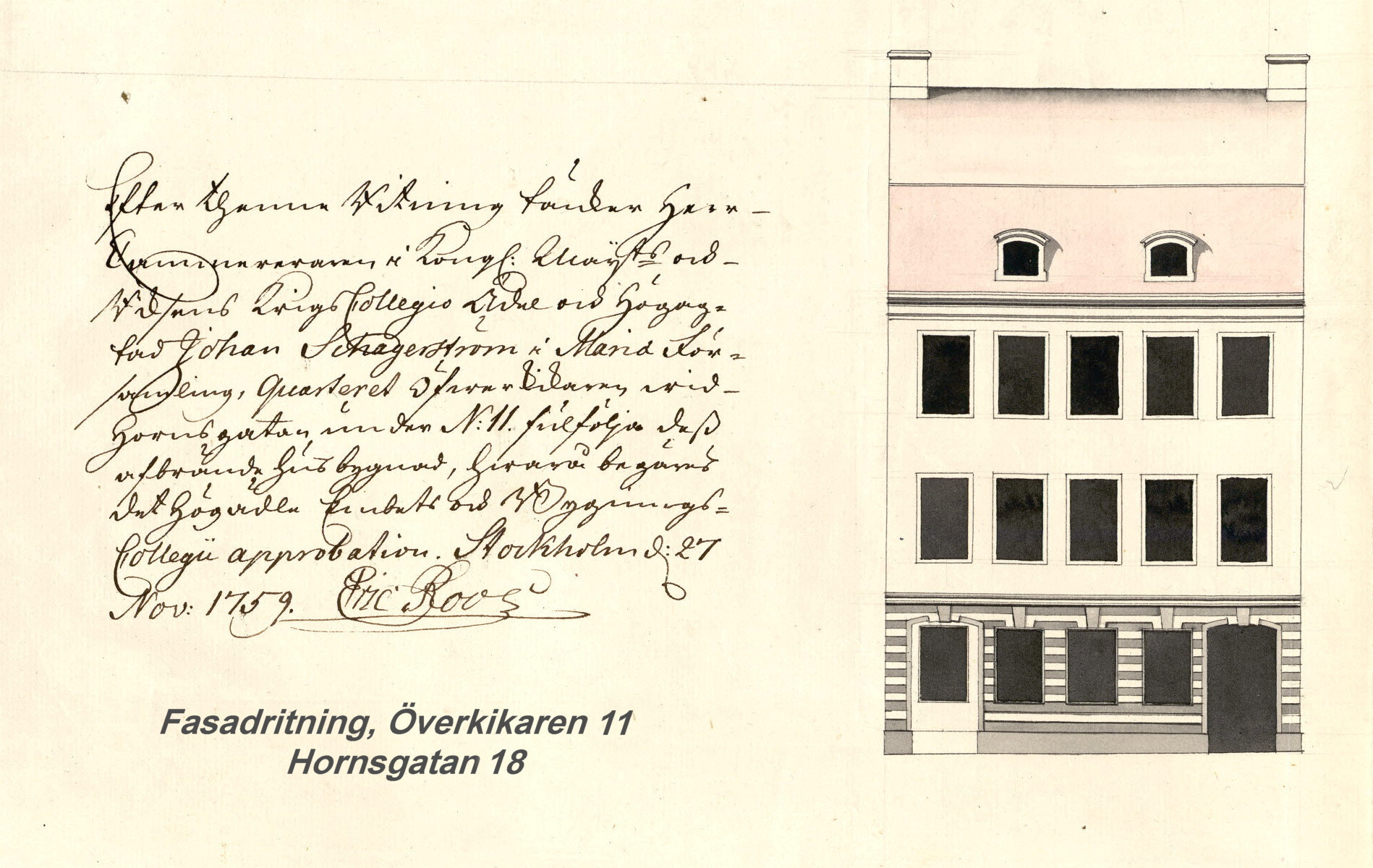
Överkikaren 11, Hornsgatan 18 (rivet)
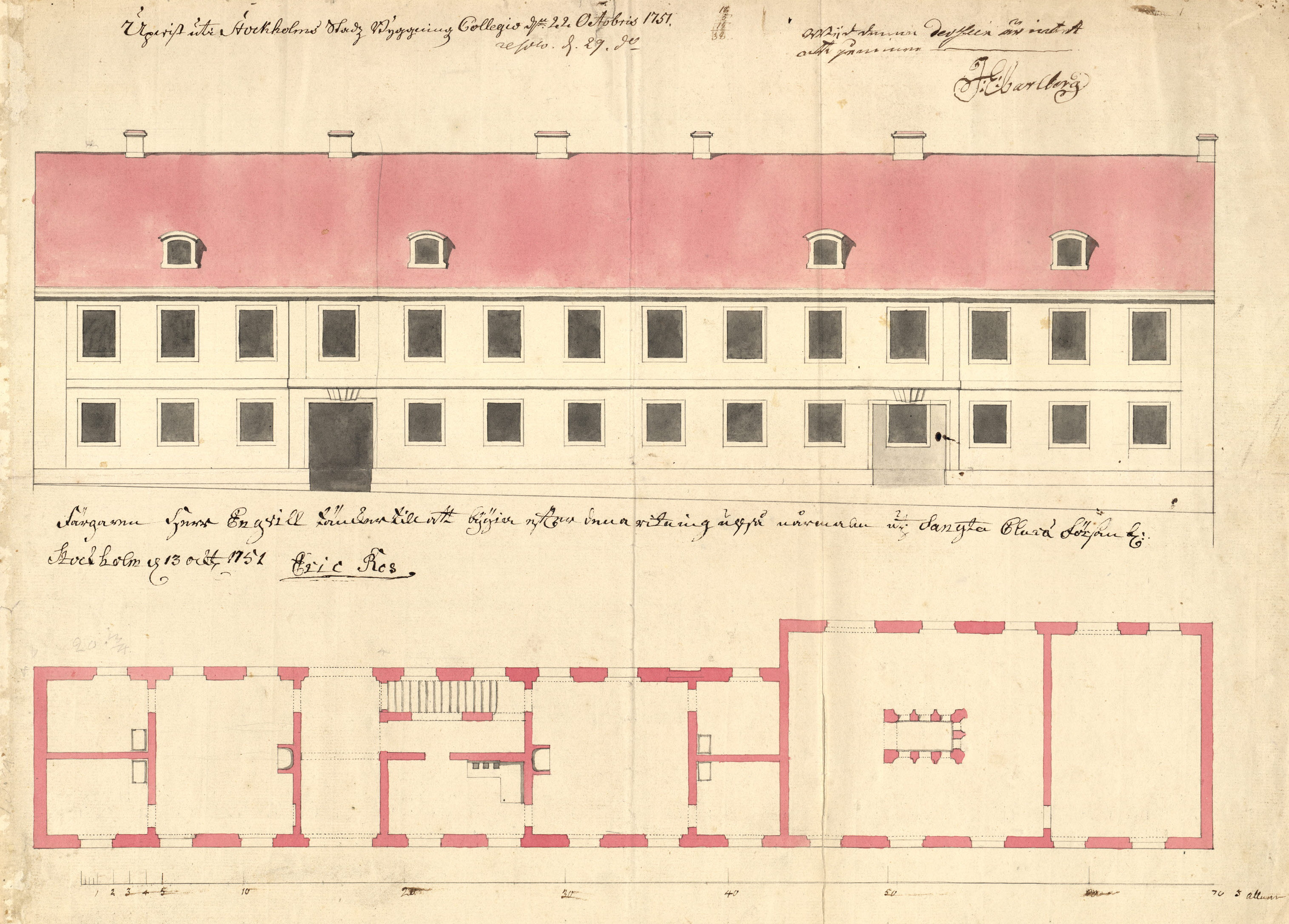
Nybyggnad färgeriet "Blå Hand" i kvarteret Gripen (riven)
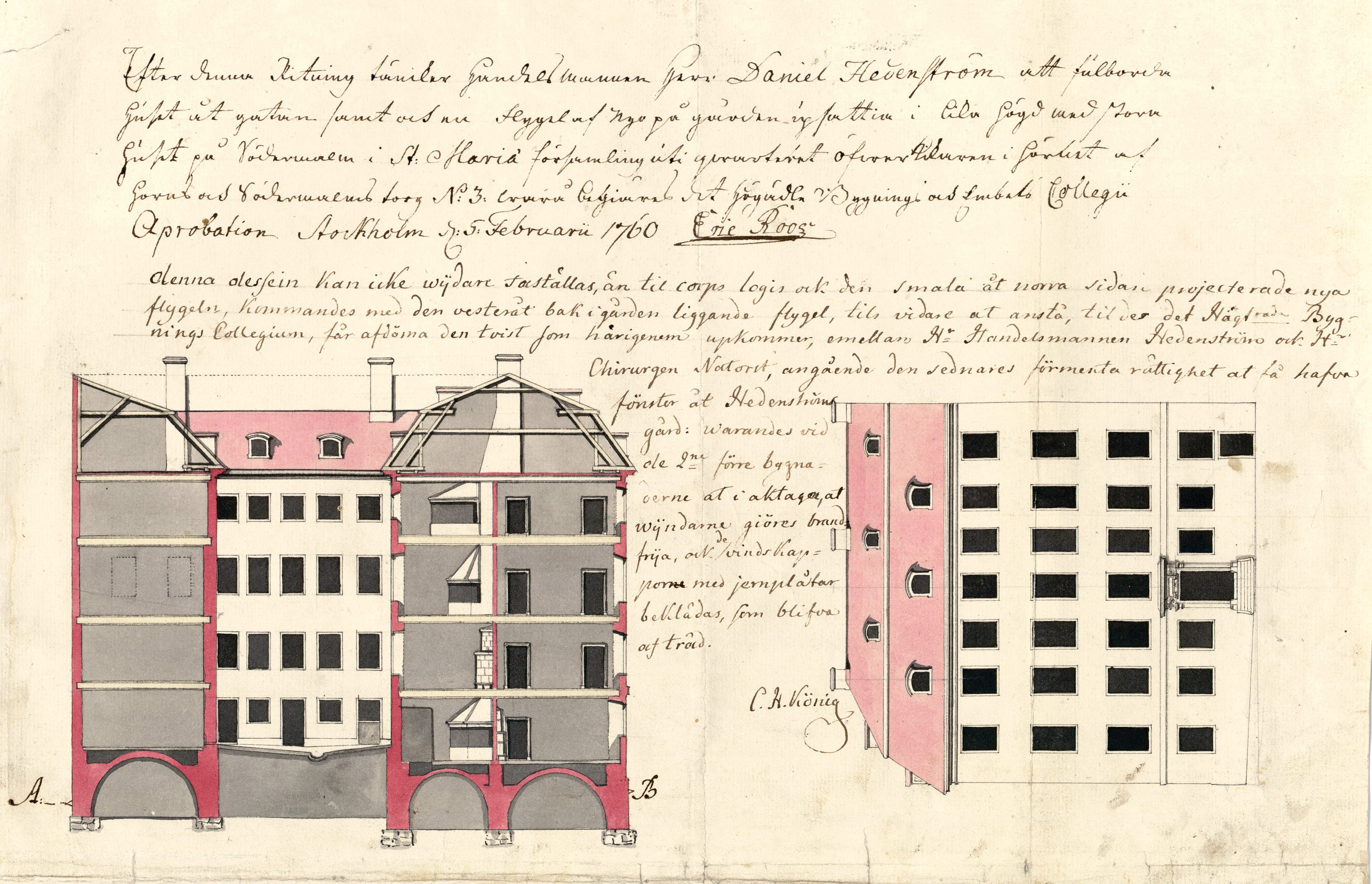
Hans Marschalcks hus om- och tillbyggnad